# Gerhard Tschunko
Gerhard Tschunko (* 30. dubna, 1935) je český horolezec a publicista, předseda HO CC Dubí, bývalý československý reprezentant a mistr sportu.
Spoluautor horolezeckých průvodců, publikoval články o historii lezení, spoluzakladatel Památníku horolezců v Tisé.
V listopadu 2021 byla vydána kronika obce Tisá do roku 1943. Gerhard Tschunko patřil do tříčlenného týmu (Jiří Řehák a starosta obce Tisá Tomáš Kratochvíl), který kroniku vydal. Na díle se podílel mimo jiné překladem původní německé kroniky obce.

## Výkony a ocenění
- československá horolezecká reprezentace
- mistr sportu
- 2008: čestný člen ČHS
- 2017: ocenění za přínos k rozvoji Českého horolezectví[3]

### Výstupy
- 1953-2007: spoluautor dvou stovek prvovýstupů klas. II-VIIb
- 1965: S stěna, Šchara (5 201 m n. m.), Kavkaz; Ján Ďurana, G. Tschunko, Ľudovít Záhoranský - nadčasový prvovýstup
- 1966: Contaminova cesta, Aiguille du Midi, VI+; s Milošem Matrasem a Jaroslavem Budínem - první zimní průstup na vrchol Mont Blancu
- 1966: S stěna, Matterhorn; s M. Matrasem, J. Budínem a J. Ďuranou

## Dílo
- Vladimír Slouka, G. Tschunko: Lezecké oblasti Ústecka, 1971
- Vladimír Slouka, G. Tschunko: Lezecké oblasti Ústecka - dodatky, 1973
- G. Tschunko: Poválečné horolezectví na Teplicku, 2009
- HOZÁK, Josef; KUKAČKA, Leopold; PLECHAČ, Karel; RADA, Jaromír; SLOUKA, Vladimír; TSCHUNKO, Gerhard; WEIGEL, Helmut. Ó horo. 1. vyd. Ústí nad Labem: Milešovka, o.p.s., 2009. 285 s. ISBN 978-80-254-4641-6.
- TSCHUNKO, Gerd. Historky ze skal a hor : vypráví Gerhard Tschunko. 1. vyd. Praha: Make, 2015. 105 s. ISBN 978-80-905903-2-8.
- Lokoteplice.cz: osobnosti (2017)